# 九龍巴士71A線
九龍巴士71A線是由九巴營運的一條香港大埔新市鎮巴士路線，來往富亨及大埔墟站。

## 歷史
- 1991年4月1日：本線投入服務。
- 2007年12月10日：增設空調巴士服務[1]。
- 2011年8月1日：改為全線空調服務，尾班車分別延長至00:30及01:00由富亨及大埔墟站開出[2]。
- 2015年12月31日：增設到站時間預報。

## 服務時間及班次
| 富亨開           | 富亨開              | 富亨開              | 大埔墟站開       | 大埔墟站開  | 大埔墟站開   |
| 日期             | 服務時間            | 班次（分鐘）        | 日期             | 服務時間    | 班次（分鐘） |
| ---------------- | ------------------- | ------------------- | ---------------- | ----------- | ------------ |
| 星期一至五       | 05:30、05:45、05:55 | 05:30、05:45、05:55 | 星期一至五       | 06:00-07:10 | 10           |
| 星期一至五       | 06:05-09:26         | 6-8                 | 星期一至五       | 07:10-07:52 | 7            |
| 星期一至五       | 09:35-16:25         | 10                  | 星期一至五       | 08:00-15:50 | 10           |
| 星期一至五       | 16:25-18:40         | 6-8                 | 星期一至五       | 15:50-19:45 | 6-8          |
| 星期一至五       | 18:40-23:00         | 10                  | 星期一至五       | 19:45-23:15 | 10           |
| 星期一至五       | 23:00-00:00         | 12                  | 星期一至五       | 23:15-00:15 | 12           |
| 星期一至五       | 00:00-00:30         | 15                  | 星期一至五       | 00:15-01:00 | 15           |
| 星期六           | 05:30、05:45、05:55 | 05:30、05:45、05:55 | 星期六           | 06:00-06:45 | 15           |
| 星期六           | 06:05-09:45         | 7-9                 | 星期六           | 06:45-16:55 | 10           |
| 星期六           | 09:45-11:25         | 10                  | 星期六           | 16:55-18:55 | 7/8          |
| 星期六           | 11:25-12:55         | 7/8                 | 星期六           | 18:55-23:15 | 10           |
| 星期六           | 12:55-22:35         | 10                  | 星期六           | 23:15-00:15 | 12           |
| 星期六           | 22:35-23:47         | 12                  | 星期六           | 00:15-01:00 | 15           |
| 星期六           | 00:00-00:30         | 15                  |                  |             |              |
| 星期日及公眾假期 | 05:30-06:00         | 15                  | 星期日及公眾假期 | 06:00-12:30 | 10           |
| 星期日及公眾假期 | 06:00-09:20         | 10                  | 星期日及公眾假期 | 12:30-14:30 | 8            |
| 星期日及公眾假期 | 09:20-14:00         | 8                   | 星期日及公眾假期 | 14:30-17:00 | 10           |
| 星期日及公眾假期 | 14:00-16:20         | 10                  | 星期日及公眾假期 | 17:00-19:00 | 8            |
| 星期日及公眾假期 | 16:20-19:00         | 8                   | 星期日及公眾假期 | 19:00-00:00 | 10           |
| 星期日及公眾假期 | 19:00-23:00         | 10                  | 星期日及公眾假期 | 00:00-01:00 | 15           |
| 星期日及公眾假期 | 23:00-00:30         | 15                  |                  |             |              |

## 收費
全程：$4.5
| - 本線設有12歲以下小童及65歲或以上長者半價優惠。 - 65歲或以上香港居民使用「樂悠咭」，以及12歲以下合資格殘疾兒童使用「殘疾人士身份」個人八達通繳付車資，均可享有每程$2.0或半價（以較低者為準）的票價優惠；12至64歲合資格殘疾人士使用「殘疾人士身份」個人八達通（包括「樂悠咭」），以及60至64歲香港居民使用「樂悠咭」繳付車資，均可享有每程$2.0或全費（以較低者為準）的票價優惠。 - 65歲或以上長者如使用長者或一般個人八達通繳付車資，則只可享有半價優惠；12至64歲合資格殘疾人士如不使用「殘疾人士身份」個人八達通，以及60至64歲人士如不使用「樂悠咭」繳付車資，必須繳付全費。 - 乘客可以現金或八達通於上車時付款，不設找續。 - 每位成人乘客可免費攜帶最多兩名4歲以下而不佔座位的兒童乘客乘車，超額之4歲以下小童必須繳付小童車費乘車。 - 持有「九巴月票」之乘客在車票有效期內，每日可享最多10程任何九龍巴士及龍運巴士路線（包括本路線，以及聯營路線的九龍巴士／龍運巴士提供的班次；惟乘搭機場「A」及「NA」線則可享原價二七折優惠（不會計算每天10次合資格車程））；而B1線則每日可享最多各2程（不會計算每天10次合資格車程）。 - 九龍巴士、城巴、龍運巴士及陽光巴士全職員工及家屬（不包括外判職員）可免費乘搭本路線，惟必須拍職員或職員家屬八達通。 - 乘客亦可透過多元化電子支付系統（e度嘟）繳付車資，包括使用非接觸式VISA卡、JCB卡、萬事達卡、銀聯卡、美國運通、大來國際、Discover Card、Apple Pay、Google Pay、Samsung Pay、AlipayHK「易乘碼」、支付寶、WeChatHK／微信支付「搭車碼」、銀聯雲閃付「乘車碼」及BOC Pay「乘車碼」。乘客使用此付款方式，使用此支付方式的乘客可享有中途下車之分段收費，以及與其他九巴／龍運獨營路線或聯營線九巴／龍運班次之轉乘優惠，惟不適用於與非九巴／龍運路線之轉乘優惠，亦不能享有「公共交通費用補貼計劃」及「長者及合資格殘疾人士公共交通票價優惠計劃」。 |

## 使用車輛
本線開線時便以11米三軸巴士主力，型號是非空調丹尼士巨龍（S3N），期間更有晚年1985年平治O305巴士（ME）支援。雖然客量不俗，但由於路程十分短，大部分乘客都不介意乘搭非空調巴士，加上本線不設任何轉乘港鐵的優惠，如果加入空調巴士的話，就會變相加價。
九巴原本於2005年加入空調巴士行走，但被區議會反對。但後來非空調巴士因年事已高需要退役，數目愈來愈少，加上巴士全面空調化事在必行，九巴終於在2007年12月10日換入1輛1993年利蘭奧林比安空調巴士（AL）FP9563行走，亦象徵再沒有穿梭大埔區內全線非空調的巴士路線。2010年7月5日，一輛1994年丹尼士巨龍（S3N）FY2679被換出，換入另1輛1993年利蘭奧林比安空調巴士（AL）FP5449，為本線再加入多1輛空調巴士行走。2011年2月7日開始，其中2輛非空調巴士年事已高需要退役，上水車廠多數會「冷代熱」以維持班次，故本線空調巴士實際上比非空調巴士多。2011年8月1日起，本線正式改為全空調服務，並且加入一部低地台巴士及2部12米富豪奧林比安（3AV，2013年改回11米長的AV）行走。這是本線首次由低地台及12米巴士作為掛牌車。
另一方面，於2010年7月15日至2011年7月期間，富豪奧林比安樣辦車（AV1）FW5572是本線掛牌，吸引不少巴士迷專程到大埔拍攝AV1。惟AV1因年事已高，於2011年7月12日改為後備車，並於同年7月15日退役。
現時本線使用5輛亞歷山大丹尼士Enviro 500 12米（4輛ATE及1輛ATEE）雙層空調巴士，均屬上水車廠。截至2021年7月，本路線另有1條字軌暫時懸空。
| 車隊編號 | 車牌   |
| -------- | ------ |
| ATE247   | MF3531 |
| ATE254   | MH3437 |
| ATE262   | MM3206 |
| ATE267   | MM3454 |
| ATEE7    | RA1121 |

## 行車路線

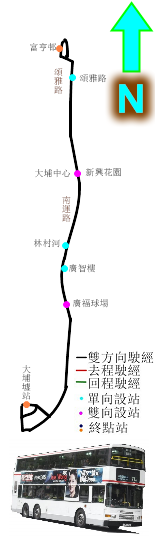
71A線的走線圖，呈南北走向

富亨開經：頌雅路、南運路及雅運路。
大埔墟站開經：雅運路、南運路及頌雅路。

### 沿線車站
| 富亨開 | 富亨開           | 富亨開                 | 大埔墟站開 | 大埔墟站開       | 大埔墟站開             |
| 序號   | 車站名稱         | 位置                   | 序號       | 車站名稱         | 位置                   |
| ------ | ---------------- | ---------------------- | ---------- | ---------------- | ---------------------- |
| 1      | 富亨巴士總站     | 富亨巴士總站           | 1          | 大埔墟站巴士總站 | 大埔墟站公共運輸交匯處 |
| 2      | 頌雅路           | 頌雅路                 | 2          | 廣福球場         | 南運路                 |
| 3      | 新興花園         | 南運路                 | 3          | 林村河           | 南運路                 |
| 4      | 廣福邨廣智樓     | 南運路                 | 4          | 大埔中心第五期   | 南運路                 |
| 5      | 廣福球場         | 南運路                 | 5          | 富亨巴士總站     | 富亨巴士總站           |
| 6      | 大埔墟站巴士總站 | 大埔墟站公共運輸交匯處 |            |                  |                        |

## 客量
由於本線是來往大埔區內人流最高的港鐵大埔墟站及公共屋邨富亨邨，而且富亨邨是離港鐵站最遠的公共屋邨，該公共屋邨亦有不少居民，加上本線之行車路線十分直接，離開富亨總站後，駛經頌雅路及南運路，便轉到雅運路進入大埔墟站總站，所以本線在上下午繁忙時間或會出現客滿的情況。但礙於本線不設與港鐵的轉乘優惠，部分乘客改為前往富善邨乘搭接駁路線K17前往大埔墟站，導致非繁忙時間客量不高（以往富亨方向尤甚，因K17線於大埔中心第五期設巴士站，更方便富亨乘客）

## 爭議
由於港鐵巴士前身的九廣東鐵接駁巴士已於1989年投入服務，而富亨邨在1991年才入伙，原九廣鐵路亦計劃開辦接駁路線，但在九巴反對下，改由九巴提供接駁鐵路服務，亦因此變成沒有提供轉乘優惠，富亨邨居民或會感到不公平而不太滿意。
多年來地區人士均不斷有聲音要求提供轉乘優惠，甚至要求運輸署收回此路線專營權，改由港鐵接駁巴士提供接駁鐵路服務。